# Comuna Stevns
Stevns (Stevns Kommune) este o comună din regiunea Sjælland, Danemarca, cu o suprafață totală de 249,91 km².